# Список млекопитающих Мадейры
Это список видов млекопитающих, зарегистрированных в Мадейре, относящихся к коренным млекопитающим португальского архипелага Мадейра в северной части Атлантического океана. В Мадейре насчитывается 15 видов млекопитающих, из которых 1 вид, находится на грани исчезновения, 4 — под угрозой исчезновения, 2 вида являются уязвимыми и нет видов близких к уязвимому положению. Помимо млекопитающих на островах, в прибрежных водах обитают по меньшей мере девять видов дельфинов и десять видов мигрирующих китообразных. Они охраняются в заповеднике морских млекопитающих, занимающих площадь в 430,000 km2.
Следующие теги используются для выделения статуса сохранения каждого вида по оценке МСОП:
- — вымершие в дикой природе виды
- — исчезнувшие в дикой природе, представители которых сохранились только в неволе
- — виды на грани исчезновения (в критическом состоянии)
- — виды под угрозой исчезновения
- — уязвимые виды
- — виды, близкие к уязвимому положению
- — виды под наименьшей угрозой
- — виды, для оценки угрозы которым не хватает данных

Некоторые виды были оценены с использованием более ранних критериев. Виды, оцененные с использованием этой системы, имеют следующие категории вместо угрожаемых и наименее опасных:
| LR/cd | Lower risk/conservation dependent | Виды, которые были в центре внимания программ сохранения и, возможно, перешли в категорию более высокого риска, если эта программа была прекращена. |
| LR/nt | Lower risk/near threatened        | Виды, которые близки к тому, чтобы классифицироваться как уязвимые, но не являются объектом программ сохранения.                                    |
| LR/lc | Lower risk/least concern          | Виды, для которых не существует идентифицируемых рисков.                                                                                            |

## Подкласс:Звери

### Инфракласс:Eutheria

#### Отряд:Рукокрылые(летучие мыши)
- Семейство: Гладконосые летучие мыши
  - Род: Нетопыри
    - Pipistrellus maderensis VU[1][2] (эндемик)

  - Род: Вечерницы
    - Малая вечерница, Nyctalus leisleri LC[2]

  - Род: Ушаны
    - Серый ушан, Plecotus austriacus LC[2]

#### Отряд:Хищные(хищники)
- Подотряд: Ластоногие
  - Семейство: Настоящие тюлени
    - Род: Тюлени-монахи

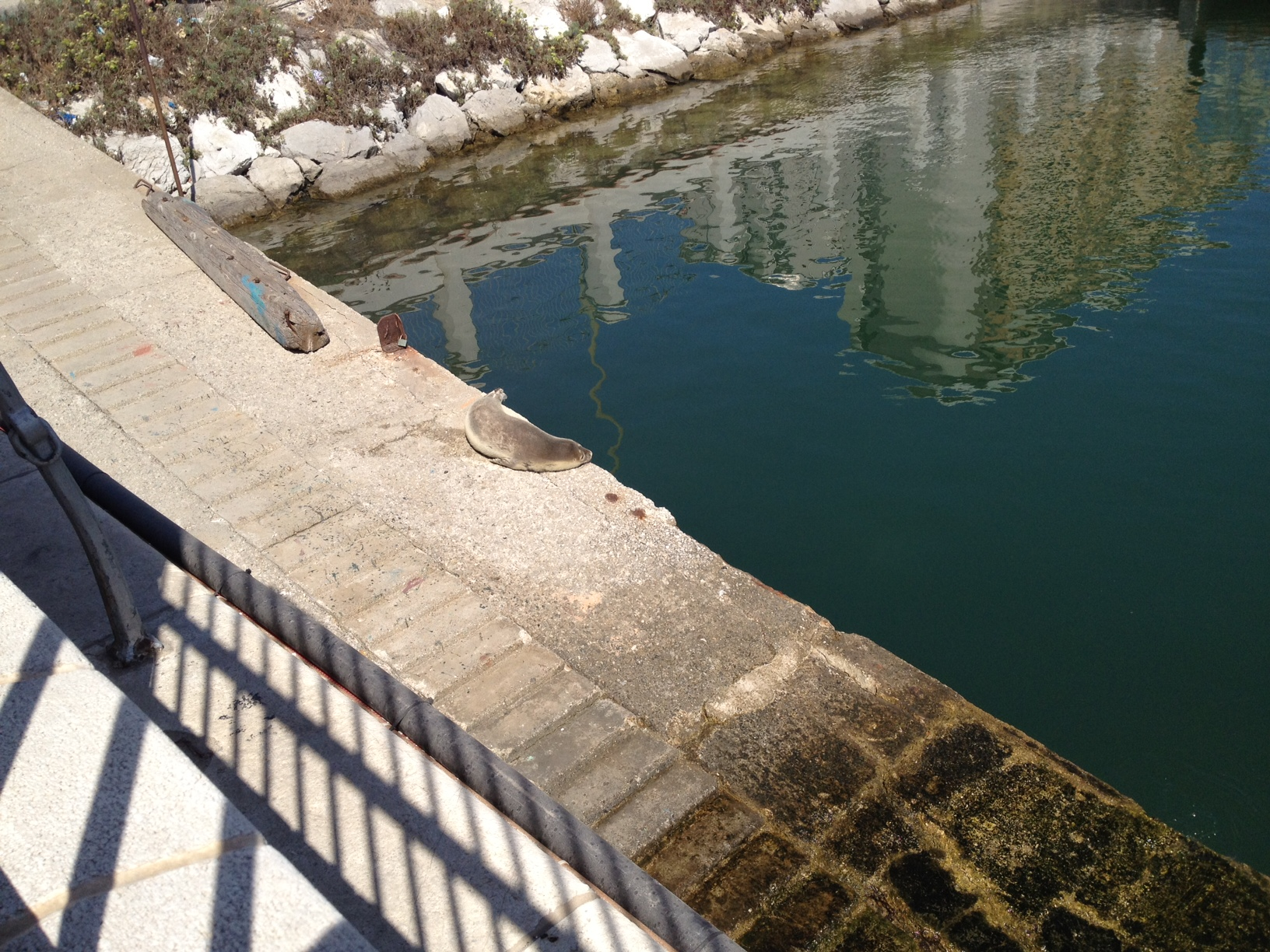
Белобрюхий тюлень, покоящийся на стапеле

      - Белобрюхий тюлень, Monachus monachus CR[3] (В очень небольшом количестве)

#### Отряд:Китообразные(киты)
- Подотряд: Усатые киты
  - Семейство: Гладкие киты
    - Род: Южные киты

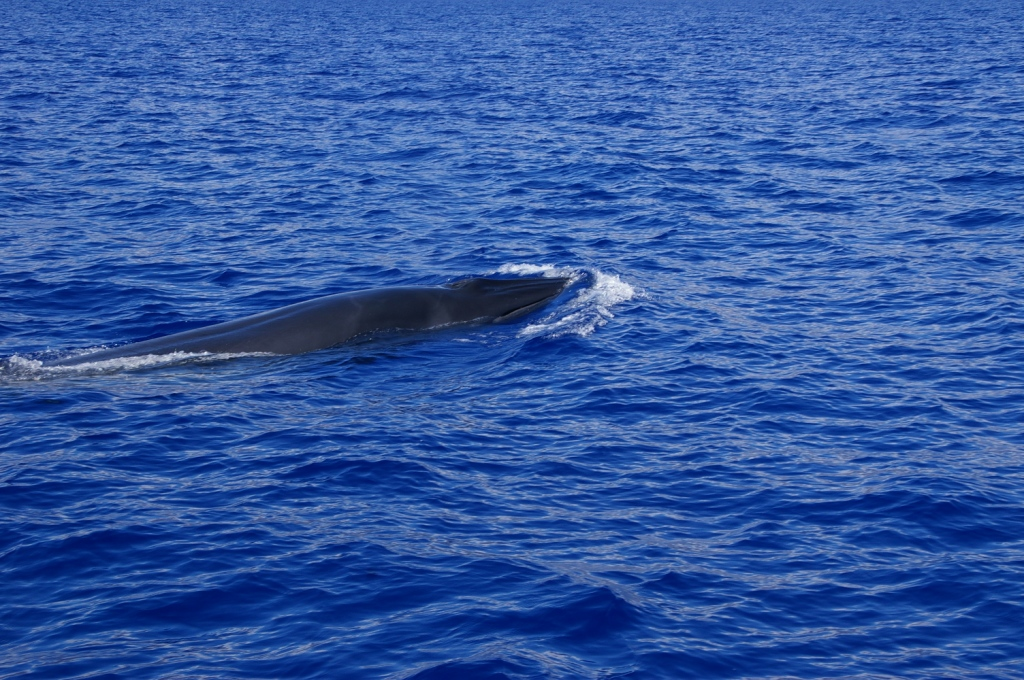
Полосатик Брайда

      - Северный гладкий кит, Eubalaena glacialis EN (Два последних улова на Мадейре, теперь почти вымершие)

  - Семейство: Полосатиковые
    - Подсемейство: Balaenopterinae
      - Род: Полосатики
        - Синий кит, Balaenoptera musculus EN[1]
        - Финвал, Balaenoptera physalus EN[1]
        - Сейвал, Balaenoptera borealis EN[1]
        - Полосатик Брайда, Balaenoptera edeni DD
        - Малый полосатик Balaenoptera acutorostrata LR/nt[1]

    - Подсемейство: Megapterinae
      - Род: Горбатые киты
        - Горбатый кит, Megaptera novaeangliae LC (Редкий в местных водах)[1]
- Подотряд: Зубатые киты
  - Надсемейство: Platanistoidea
    - Семейство: Кашалотовые
      - Род: Кашалоты
        - Кашалот, Physeter macrocephalus VU[1]

    - Семейство: Карликовые кашалоты
      - Род: Карликовые кашалоты
        - Карликовый кашалот, Kogia breviceps DD

    - Семейство: Дельфиновые (морские дельфины)
      - Род: Афалины
        - Афалина, Tursiops truncatus DD[1]

      - Род: Крупнозубые дельфины
        - Крупнозубый дельфин, Steno bredanensis LR/cd[1]